# La madre (ópera)
La madre, op. 35, (1929, en checo, Matka) es una ópera en cuarto de tono en diez escenas con música de Alois Hába. Se terminó en 1929 sobre libreto del propio compositor, y la trama se ha cogido en el Valašsko nativo del autor. La ópera está escrita en prosa. Se estrenó en el Gärtnerplatztheater de Múnich, Alemania el 17 de mayo de 1931.

## Antecedentes
Después de que Hába resolviera con éxito problemas instrumentales y teóricos con el sistema de cuarto de tono en los años 1920, empezó a componer íntegramente en ese estilo. Su obra es bicromática y en algunas escenas inspiradas por el folclore y partes en recitativo de la partitura, Hába se acercó a la dicción de entoncación del dialecto del pueblo. A pesar de la atmósfera folclórica de la obra, su música es muy independiente y totalmente original. La ópera está relacionada fuertemente a las tradiciones étnicas moravas y se aprovecha del dialecto y la música locales.
Daniel Albright la describe como "una obra notable: ligeramente asombrada de su propio atrevimiento, en la que Hába parece más fascinado por las escalas mismas en cuarto de tono que en ninguna melodía que pueda construirse con ellas, y aún así decidido a rechazar el empleo de los pequeños intervalos en la manera esperada, como un recurso para expresar el dolor y la desorientación [ expresionismo ]," en lugar de ello Hába pretendía que la ópera fuera una comedia campesina en la tradición de La novia vendida de Smetana (1866).

## Argumento
En una parte pobre de Moravia vive un pequeño granjero llamado Křen con su amplia familia. El duro trabajo de Křen llevó a la muerte a su primera esposa, y se casó de nuevo. Su segunda esposa, Maruša, no está satisfecha con la pasión de su marido. Con su amor maternal ella al final logra romper la desafiante naturaleza de su marido, acostumbrado al trabajo físico y la satisfacción. Ella da a luz a niños y los cría de acuerdo con su idea del "la voluntad de Dios". Ella se convierte en una compañera observadora de la vida, siempre regenerándose a sí misma, de la manera parecida a cómo el curso de la vida es concebido por el punto de vista cristiano del mundo.

## Grabaciones
- Alois Hába: Matka (Mother) (cantado en checo). Orquesta y Coro del Teatro Nacional de Praga, dir. Jiří Jirouš, piano cuarto de tono Jiří Pokorný. Supraphon 10 8258-2 612

## Para saber más
- Vysloužil, Jiří: Hudební slovník pro každého II. Vizovice: Lípa, 1998. ISBN 80-86093-23-9.